# 骨董品
骨董品（こっとうひん）とは、希少価値のある古美術や古道具のことである。フランス語ではアンティーク (Antique) と呼ばれ、その語源はラテン語のアンティクウス（Antiquus、古い）である。ここから派生した用法として、古いだけで実際の役には立たない時代遅れのもの、がらくたを指して「骨董品」と呼ぶこともある（後述）。
骨董品として重要なのはあくまで「古いこと」と「希少価値」であり、物品のジャンルは問わず、食器や文具といった日用品、玩具、貴金属や宝石を含む装飾品、衣類、家具など、多岐にわたる。中国では古より、「乱世的金銀 太平時的骨董」と言われ、平和な世の中に於いて価値のあるものとして理解されていた。
文化遺産の保護などを目的として、骨董品の輸出を規制している国もある。そのような国から海外へ骨董品を持ち出す場合は、違法となることがある。
復刻版や骨董に似せて製造された物はレトロと区別される。

## 定義と分類
どのくらい古いものが骨董品とされるかの明確な定義は、1934年にアメリカ合衆国で制定された通商関税法に記された「製造された時点から100年を経過した手工芸品・工芸品・美術品」が唯一であり、欧米各国におけるアンティーク（骨董品）の定義もおおむねこれに従っている。なおこの定義はWTOでも採用されており、加盟国間においては100年前に製造されたことが証明された物品に対しては関税はかからないとされている。
アンティークと表現するよりは新しい物を意味する言葉として、ジャンク (junk) 、ラビッシュ (rubbish) 、ヴィンテージ (vintage) といった語が使われることがあり、欧米の骨董店ではこれらを用いて、製造されて100年以上を経たものをアンティーク、100年に至らないものをジャンク、それらの中でもそれほど価値が無く中古品に近いものをラビッシュとする、といった分類がされており、日本でも欧米から輸入された骨董品については、おおむねこの定義に基づいた分類がなされている。
なお、ビンテージはもともとワインの製造年代を意味する言葉で、物品の種類によって基準はまちまちであるが、概してある程度年代を経ており、かつ質が良く通好みである、とされるものに対して使用される。ゆえにただ古くても質が良くなかったり、収集家に人気のない物品に対しては使われない。

## 「骨董」という言葉
日本語の「骨董」には、もともとは「希少価値のある」「アンティーク」的な意味があったわけではない。
『日本国語大辞典』によれば、｢希少価値や美術的な価値などのある古美術品や古道具類｣という現在一般的に使われる意味の一方、｢古いだけで価値がなく役にたたなくなったもの｣とも説明されており、正反対の意味をそれぞれ含有している。志賀直哉の『邦子』には、｢貴女達の眼から見れば、ああいふのは骨董品かしら。さうなると主人公も同様骨董の部だろうが｣という一文がある。
『大言海』によれば、江戸時代の骨董とは「コトコト、ゴタゴタ」などと同じ意味を持つ擬声語であったという。ここから派生して、骨董飯（こっとうはん、現在で言う五目飯）・骨董汁（こっとうじる、雑多な具を入れた汁）・骨董箱（こっとうばこ、雑多な物を収めておく箱）という言葉があった。
一方、『漢字源』によれば、｢董｣という漢字は｢しんになるたいせつなもの。『骨董』｣とあり、｢骨｣という漢字は｢ほね。物事を組みたてるしんになるもの。『骨子』｣とある。雑多なガラクタという意味が時代を経て希少価値のある古いもの、という意味が付与されていった歴史を持つのである。
「骨董」の語は、明末中国の董其昌『骨董十三説』の日本伝来後、江戸後期から多用されるようになった。戯作者で好古家の山東京伝は考証随筆『骨董集』を著している。『骨董集』の刊行日にちなみ、毎年9月25日は「骨董の日」とされる。

### 派生
しばしば旧い時代遅れのものを運用している場合、それらを「動く骨董品」と揶揄することがある。
有名なものとして、朝鮮人民軍は国防に国力の半分を傾けておきながら、通常兵器がいまだに朝鮮戦争時代のものも使用している例があることから『動く軍事博物館』と揶揄され北朝鮮が開かれた国になる、或いは統一や崩壊となると世界中のミリタリーマニアがこぞって収集にかかるというジョークがある。
但し、保存のための運用や愛着のある運用に関しては言われない。蒸気機関車の動態保存など。

## 骨董品の価値
現在生産され流通する商品ではないゆえに、骨董品に定価は存在しない。ただし、取扱業者間で自然に形成された相場価格はある。それに年代や希少性、作者などに対して見いだされた価値、当該物品の保存状態を加味して価格が決定される。相場価格自体に希少性や作者に対する価値が織り込まれている場合もある。ゆえにオークションなどで買い手間の価値観が激しく衝突した結果、勝者の呪いが起きたような場合を除き、その相場価格を著しく超えることは稀である。逆に保存状態が極端に悪い場合など、価格が格段に下落する場合は多々ある。しかしその場合でも一般に「掘り出し物」といわれる、誤認などにより相場を著しく下回る価格で販売される物品は、売り手が全くの素人ならいざ知らず、専門業者の場合はまずないと考えて差し支えない。
ただし、この相場価格は時勢や流行などにより時々刻々変化する。とくに沈没船が引き上げられ、その積載物が多量に市場に流れたり、作者や大口の収集家が死去して、遺族がその作品や収集物を大量に処分するなどして希少性が著しく毀損された場合は大幅に下落する。逆にそれまで無名だった作品の作者を美術評論家が取り上げるなどして価値が大幅に上がることもある。上述したオークションの結果も相場価格に反映される。ゆえにこの辺の認識を欠いていた場合、売り手と買い手の価値観に大きな齟齬が生じ問題になることが多い。
なお、相場価格自体に作者に見出された価値や制作年代への評価が織り込まれていた場合、年代や作者を偽るなどするだけで大きく価格が変化するので、不当に高い値段で取引されるといった問題も起こる。
骨董品として流通する期間が著しく長くなると、その来歴も価値を高める役割を果たす。来歴とは、当該物品の持ち主の変遷リストのことで、持ち主が不明となっている期間がない物品は、その真贋に疑う余地がないということで非常に高い評価がなされる。逆に持ち主が不明となっている期間がある物品は、盗難に遭ったりなどして行方不明になったことを意味し、期間中に贋物とすり替えられた可能性が生じるため贋物の疑いがかけられる。

## 骨董品の真贋
テレビショーで骨董品の真贋が取りざたされることがあるように、骨董はその偽物、いわゆる贋作の問題と切り離すことができない。
ある骨董品が、手間を掛けて複製した場合の費用と比べて著しく高価なプレミア性を生んでいる場合、そこには不正な利益を得ようとする商品がまぎれ込む可能性が高い。そうした真贋の見定めのために存在するのが骨董屋という職業であるが、高度な技術をもって偽造されたものは非常に巧妙で、専門家の目すら欺く例も少なくない。かつては骨董屋どうしで、相手の技量を測る目的でそうした贋作を取引することもあったと言われている。経験の足りない骨董屋はまんまと贋作をつかまされ、場合によってはそれがそのまま本物として市場に流出した。
一方で、市井の骨董市で見るような安価な骨董品の場合は、製作する手間が利益に見合わないことを考慮すれば、高い技巧を持った偽物はそれほど多くないと考えられる。むしろ、不確かな鑑定によった偽造品や、簡単な化学処理や染色などを施して実際より古いものに見せかけたり、無名作家の作品に有名作者の署名や落款を入れたりした物がまぎれている可能性が高い。仮に鑑定書があっても、贋作を真作に見せるための道具の可能性もある。
こうした贋作をつかまされないためには、当然ながら、買おうとしている作家の流派や傾向について日頃から勉強し、少しでも多く実際の作品に触れて、何が優れているのかを理解することが肝要である。
また、その作家の作品の売買相場を把握していれば、これを大きく下回ったり大きな値切りに応じるような商品は危険であると察知することができる。「掘り出し物」などというものは、自身の知識と眼力が売り手よりよほど上回っていなければ出てくるものではない。